# Hodgesia quasisanguinae
Hodgesia quasisanguinae är en tvåvingeart som beskrevs av George Frederick Leicester 1908. Hodgesia quasisanguinae ingår i släktet Hodgesia och familjen stickmyggor. Inga underarter finns listade i Catalogue of Life.